# Новая экономическая география
Новая экономическая география (НЭГ) — вид экономического анализа, целью которого является объяснение пространственной структуры хозяйства путём создания моделей, где в условиях несовершенного рынка имеет место возрастающая отдача. Развитие НЭГ было результатом вспышки интереса экономистов к вопросам устройства пространства хозяйствования. Возникновение нового направления в экономической науке принято связывать с публикацией в журнале Journal of Political Economy работы Пола Кругмана Increasing Returns and Economic Geography.

## Возникновение новой экономической географии
Появление новой экономической географии ознаменовало четвёртую волну революции в экономической науке, суть которой заключается в создании моделей конкуренции, допускающих возрастающую отдачу от использования ресурсов. Считается, что перелом произошёл в 70-х годах XX века, когда в рамках теории отраслевых рынков были созданы первые такие модели. Большое влияние на дальнейшие исследования оказала работа Авинаша Диксита и Джозефа Стиглица Monopolistic Competition and Optimum Product Diversity, опубликованная в The American Economic Review в 1977 году. Модели, предложенные в статье были результатом формализации развитого Эдвардом Чемберлином учения о монополистической конкуренции. В конце 1970-х годов рядом теоретиков аналитические приёмы теории отраслевых рынков были использованы для изучения международной торговли. Ещё через несколько лет эти же инструменты анализа были заимствованы исследовавшими научно-технический прогресс и экономический рост. При этом основным средством для анализа оставалась модель Диксита и Стиглица, применение которой, разумеется, не было механическим.
Первым попробовал применить новый аналитический инструментарий для исследований в предметной области экономической географии Пол Кругман. Сам учёный писал, что, проведя всю свою профессиональную жизнь в качестве специалиста в области международной экономики, он размышлял о проблемах экономической географии, но не осознавал этого. Окончательное оформление новой экономической географии связано с выходом в свет в 1999 году книги Масахисы Фудзиты, Пола Кругмана и Энтони Венейблса The Spatial Economy. За произведённый в этом труде анализ размещения хозяйственной деятельности Кругману в 2008 году была присуждена Нобелевская премия. Во вступительной части книги авторы разместили описание наиболее важных для их анализа моделей из региональной науки и экономики города, указав таким образом на преемственность новой экономической географии. Речь идёт о классической модели изолированного государства Иоганна фон Тюнена, экстерналиях Альфреда Маршалла, модели Хендерсона, описывающей зависимость размеров городов от их специализации, а также о теории центральных мест Кристаллера и Лёша и анализе основного мультипликатора (англ. base-multiplier analysis). Жак-Франсуа Тисс указывал также на роль в появлении НЭГ принципа положительной обратной связи, которая вызывает процесс, именуемый эффектом снежного кома.
Одним из главных достоинств возникшего направления в сравнении с региональной наукой, экономикой города и теорией размещения является то, что существование города (центра хозяйственной деятельности) не предполагается данным — появление центра в моделях НЭГ есть результат взаимодействия центростремительных и центробежных сил, описанный аналитически с учётом фактора расстояния. В целом же новая экономическая география представляет собой результат формализации давно известных географической науке закономерностей.

## Аналитические составляющие подхода
Профессор экономики Оксфордского университета Энтони Венейблс писал о существовании двух аналитических составляющих новой экономической географии.
Первой является осознание того, что пространственные взаимодействия сопряжены с расходами. А это значит, что эффективность рабочих будет ниже, если они не находятся в непосредственной близости друг с другом. НЭГ показывает, как зависит конечный рисунок от степени подвижности различных товаров и видов хозяйственной деятельности между разными местами.
Второй ключевой составляющей является допущение того, что существуют центростремительные силы, которые подталкивают производство к сосредоточению в пространстве. Собственно, взаимодействие центростремительных (например, прямые и обратные связи в производстве, возрастающая отдача при транспортировке) и центробежных (например, неподвижность некоторых факторов производства, плата за аренду земли) сил — в центре внимания подхода. Так как учесть всё многообразие действительности в одной модели крайне сложно, сторонники подхода предлагают остановиться на взаимодействии одной центробежной и одной центростремительной силы. Как правило, в качестве центростремительной силы рассматривают прямые и обратные связи в производстве (между поставщиками сырья и перерабатывающими предприятиями или между работниками и работодателями). Такие связи в английской литературе иногда называют термином market size effects. Силой, противодействующей пространственному сосредоточению хозяйственной деятельности, обычно выступает неподвижность тех или иных факторов производства. Пол Кругман — главный представитель НЭГ — в одной из своих статей приводит два аргумента в пользу такого выбора:
1. Желательно отделить предположения от выводов, то есть избежать объяснения агломерирования (сосредоточения в пространстве) действием агломерационного эффекта. Однако крайне сложно не нарушить такое условие, если в качестве центробежных и центростремительных рассматривать силы, находящиеся внутри чёрного ящика, под названием «внешние эффекты» (англ. external effects).
2. Так как в центре внимания категория места, предпочтительна модель, в которую категория расстояния включена естественным образом. Этому требованию лучше всего удовлетворяют именно эффекты связей, которые, конечно же, опосредованы транспортными издержками[10].

## Приёмы в моделировании
В книге The Spatial Economy Пол Кругман, Масахиса Фудзита и Энтони Венейблс предложили слоган, выражающий, по их мнению, сущность приёмов, которые применяются сторонниками НЭГ для решения технических сложностей анализа: «Диксит-Стиглиц, айсберги, развитие и компьютер».

### Модель Диксита — Стиглица — Кругмана
Модель Диксита — Стиглица — Кругмана — модель, предложенная Авинашем Дикситом и Джозефом Стиглицом в 1977 году, описывает монополистическую конкуренцию как попытку осознать существование власти монополии и возрастающей отдачи, которая порождает эту власть. Одновременно модель старается сохранить простоту давно знакомой модели спроса и предложения. Итак, модель предусматривает, что у предприятий есть рыночная власть и они её используют. При этом модель исключает возможность создания какого-либо картеля или ценового сговора. Каждое предприятие в модели имеет монополию на определённый товар, однако другие предприятия могут предложить несовершенные субституты этого товара. Несмотря на довольно странные исходные допущения касательно поведения потребителей и технологий производства, модель тем не менее обладает достоинством — в конечном счёте она предлагает картину распределения хозяйственной активности, в которой присутствует возрастающая отдача, но нет сложностей, с которыми сталкивается исследователь при рассмотрении близкой к действительности олигополии.

### Айсберги
«Айсберги» касаются модели перевозки, предложенной Полом Самуэльсоном в 1952 году в одной из немногих работ по теории торговли, учитывающих транспортные расходы. Вместо описания индустрии перевозок как отдельной отрасли экономики, Самуэльсон предложил представить, что товары могут быть свободно перевезены, но часть груза по дороге «тает». Это позволяет упростить описание того, как предприятия-монополисты устанавливают свои цены.

### Развитие
Говоря о развитии (эволюции), авторы книги The Spatial Economy имеют в виду концептуализацию того, как экономика «выбирает» одну из возможных географических структур. Большинство моделей НЭГ предполагают множественность равновесных состояний, что находит отражение в графиках бифуркаций. Отличительной чертой новой экономической географии является игнорирование роли ожиданий важнейших хозяйствующих агентов в принятии ими решений. Ключевая роль отведена идее самоорганизации хозяйства, своеобразному мосту между двумя концепциями развития: в одних моделях главная роль отведена случаю, в других — отличиям в естественном потенциале мест.

### Компьютер
Словом компьютер указано на роль ЭВМ, облегчивших построение сложных числовых моделей. Отдавая должное возможностям современных компьютеров, представители НЭГ, однако, признают возможным получение удовлетворительных результатов без использования громоздкого математического аппарата.

## Базовые модели

### Модель «центр-периферия»

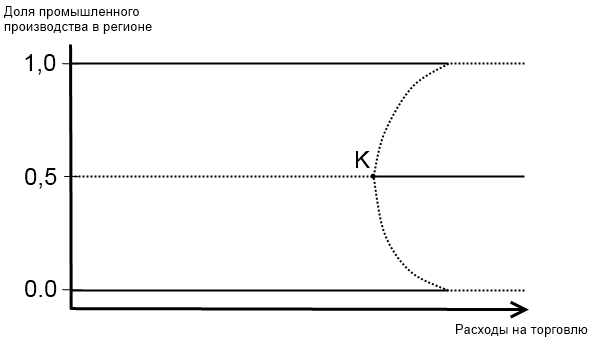
Распределение промышленности между двумя регионами, изначально поровну наделёнными трудовыми ресурсами. Сплошной линией обозначено устойчивое равновесие, пунктирной — неустойчивое равновесие; K — точка бифуркации

Модель «центр-периферия» (The core-periphery model) для экономической географии была предложена Кругманом в 1991 году. Она показывает, как взаимодействие возрастающей отдачи на уровне предприятия, транспортных издержек и подвижности факторов производства может вызвать изменение пространственной экономической структуры.
В модели представлены два региона с двумя производственными секторами (сельским хозяйством и промышленностью) и двумя видами рабочей силы (крестьянами и рабочими). Промышленный сектор выпускает континуум разновидностей горизонтально дифференцированного товара. Каждую разновидность производит отдельное предприятие с экономией от масштаба. При этом единственным вводимым ресурсом являются рабочие, могущие свободно перемещаться из одного региона в другой. Сельскохозяйственный сектор производит однородный продукт в условиях постоянной отдачи, используя крестьян как единственный потребляемый ресурс. Предполагается, что крестьяне, поровну распределённые между двумя регионами, не имеют возможности перемещаться из одного региона в другой. Модель допускает, что торговля продуктом сельского хозяйства между двумя регионами не сопряжена с какими-либо затратами. Одновременно, межрегиональная торговля промышленными товарами подразумевает положительные транспортные издержки (описываемые в виде доли товара, которая не доходит до конечного потребителя из-за "таяния"в пути).
Так как крестьяне потребляют оба вида товаров, их неподвижность представляет центробежную силу. Центростремительная сила в этой модели связана с круговой причинностью (англ. circular causation), или положительной обратной связью. Большее количество предприятий в некотором регионе обусловливает большее разнообразие производимых здесь разновидностей товара. Стало быть, рабочие, также являющиеся потребителями, в этом регионе получают лучший доступ к большему количеству разновидностей товара по сравнению с рабочими другого региона. Следовательно, рабочие в первом регионе имеют больший реальный доход, что побуждает рабочих другого региона, при прочих равных условиях, к миграции в этот регион. Проистекающее увеличение числа рабочих в данном регионе вызывает известный в международной торговле эффект внутреннего рынка. Иными словами, экономия от масштаба побуждает производство всякой разновидности горизонтально дифференцированного товара к сосредоточению в одном регионе.
Структуру хозяйства, в которой хозяйственная деятельность предельно сосредоточена в одном регионе, и называют структурой центра и окраины. Пол Кругман утверждает, что вероятность образования такой структуры велика, если выполняется хотя бы одно из следующих условий:
- издержки на перевозку промышленной продукции достаточно малы;
- разновидности этой продукции достаточно дифференцированы;
- расходы на приобретение промышленных товаров достаточно велики[18].

### Развитие городских систем
Модель центра и окраины объясняет причины сосредоточения хозяйственной деятельности в одном из двух регионов. Но в действительности хозяйственная деятельность распространяется в непрерывном пространстве со множеством регионов. В этом случае количество равновесных состояний становится огромным, что делает практически невозможным предсказание результатов развития системы.
Чтобы выйти за рамки моделирования двусоставного мира, часто применяют подход к морфогенезу в биологии Алана Тьюринга. Так, авторы книги The Spatial Economy предлагают вообразить круговую экономику (англ. circular economy), где население распределено по окружности. Они показывают, что случайное распределение производства переходит в определённое количество центров, размер которых обратно пропорционален издержкам на перевозку. Если же задано некоторое количество центров, уменьшение величины транспортных издержек вызовет изменения лишь по достижении некоторой критической точки, в которой экономика организует себя таким образом, что количество центров уменьшится, а величина их возрастёт.
Иной подход предложили Фудзита и Мори в 1997 году. В их модели населённый регион изначально мал. Рост численности населения вызывает расширение региона. Сперва расширение осуществляется за счёт распространения сельскохозяйственного производства на окружающие регион территории. Так как крестьяне нуждаются в промышленных товарах, возникают новые промышленные центры, которые отдалены от старого. Так расширяющаяся экономика стимулирует развитие своей городской системы.
В обоих случаях рассматривается территория с однородной географией. Учёт черт местности позволяет сузить круг возможных местоположений новых центров по производству промышленных товаров. Например, очевидно преимущество размещения у впадения одной судоходной реки в другую.

### Промежуточные товары и промышленные кластеры
Сосредоточение хозяйственной деятельности в описанных выше моделях происходит благодаря подвижности трудовых ресурсов. Но в действительности концентрация производства значительно больше, чем концентрация ресурсов. То есть не каждая агломерация является важным производителем во всех отраслях.
Чтобы сместить акцент с агломерации ресурсов на географическую концентрацию отдельных отраслей, модель центра и периферии была несколько изменена. Суть изменения заключалась в допущении такой вертикальной структуры производства, где одни предприятия производят полуфабрикаты для других предприятий. При этом предприятия обоих секторов ощущают влияние возрастающей отдачи и издержек на перевозку своей продукции. Из этого с необходимостью следует, что существуют прямые и обратные связи, подталкивающие предприятия разных секторов к сосредоточению в одном месте. Иными словами, производители промежуточных товаров получают преимущество от размещения в том же месте, где размещены предприятия, производящие конечные товары, так как там перед ними открывается больший рынок; одновременно преимущество от размещения рядом с предприятиями-поставщиками получают производители конечных товаров.
В этой модели концентрация происходит исключительно из-за мобильности предприятий, даже если трудовые ресурсы не имеют достаточной подвижности или вообще лишены её. Модель является применимой для многих различных ситуаций. Например, внутри страны может быть неэластичное предложение земли или жилья в каждом городе, которое ограничивает подвижность трудовых ресурсов. Несмотря на это, концентрация всё же может происходить из-за разных уровней занятости и отличных цен на жильё в разных городах.
Модель также была использована при исследовании международной торговли. Результатом стала модель, описывающая развитие стран Севера и Юга. Сами авторы модели дали ей ироническое название «История мира, часть I» (англ. History of the World, Part I).

## Отзывы о НЭГ представителей смежных направлений
Попытки осуществления строгого теоретического анализа до появления новой экономической географии предпринимались в рамках региональной науки. Общность предмета исследования стала причиной «неудобных» отношений между двумя направлениями. Например, известна критическая статья одного из представителей старого направления — Эндрю Иссермана — с вызывающим заголовком «It’s Obvious, It’s Wrong, and Anyway They Said It Years Ago»? Paul Krugman on Large Cities. Другим известным критиком НЭГ является профессор Кембриджского университета Рон Мартин, который в своей статье 1999 года написал, что новая экономическая география вызывает глупое чувство дежавю. Резок в своей оценке роли НЭГ был и профессор Тревор Джон Барнс, который утверждал, что новая экономическая география — это лишь одна из многих попыток вовлечь в экономическую географию экономистов.